# Mohavea breviflora
Mohavea breviflora es una especie de planta herbácea perteneciente a la familia de las plantagináceas. Son conocidas con el nombre de "golden desert-snapdragon" y "lesser mohavea". Es originaria del sudoeste de los estados Unidos, incluyendo el desierto de Mojave y áreas circundantes.

## Descripción
Es una hierba anual que crece erecta con una altura máxima de cerca de 20 centímetros. Las hojas son alternadas en forma de lanza. Las flores se producen en las axilas de las hojas. Tienen cerca de 2 centímetros de ancho y se divide en un labio superior con dos lóbulos y un labio hinchado inferior con tres. La flor es amarilla con manchas dispersas de color rojo.